# Okgye-myeon
Okgye-myeon (koreanska: 옥계면, Okkye-myŏn) är en socken  i den nordöstra delen av Sydkorea, 160 km öster om huvudstaden Seoul. Den ligger i kommunen Gangneung i provinsen Gangwon.